# Список экзопланет в созвездии Наугольника
Список экзопланет в созвездии Наугольника содержит 5 экзопланет в 5 разных планетных системах, находящихся в соответствующем созвездии. Перечислены только подтверждённые экзопланеты, не являющиеся коричневым карликом.
Учёные постоянно совершают открытия, поэтому список может быть неполон.
Оценить зону обитаемости можно на основе светимости звезды.
| Система   | # | Удалённость св. лет | Светимость L⊙ | Большая полуось а. e. | Эксцентриситет | Период обращения сут | Масса MJ       | Пр.    |
| --------- | - | ------------------- | ------------- | --------------------- | -------------- | -------------------- | -------------- | ------ |
| HD 142415 | b | 116                 | 1,256         | 1,06 ± 0,02           | 0,5            | 386,3 ± 1,6          | >1,67 ± 0,12   | EPEDR2 |
| HD 330075 | b | 148                 | 0,393         | 0,04                  | 0,02           | 3,39                 | >0,48 ± 0,02   | EPEDR2 |
| HD 148156 | b | 186                 | 2,278         | 2,45 ± 0,04           | 0,52           | 1010                 | >0,85 ± 0,67   | EPEDR2 |
| HD 143361 | b | 224                 | 0,891         | 1,99 ± 0,02           | 0,19           | 1042,4 ± 1,1         | >3,583 ± 0,069 | EPEDR2 |
| HD 144899 | b | 372                 |               | 0,24 ± 0,01           | 0,82           | 40,44 ± 0,03         | >0,064 ± 0,021 | DR2    |